# Слобідка (Чортківський район)
Слобі́дка — село в Україні, у Товстенській селищній громаді Чортківського району (до 2020р. у Заліщицькому районі) Тернопільської області. Розташоване на річці Джурин, на заході району. До 2020 адміністративний центр Слобідківської сільської ради. Раніше називалося Слобідка Кошилівська.
Населення — 561 особа (2007).

## Історія

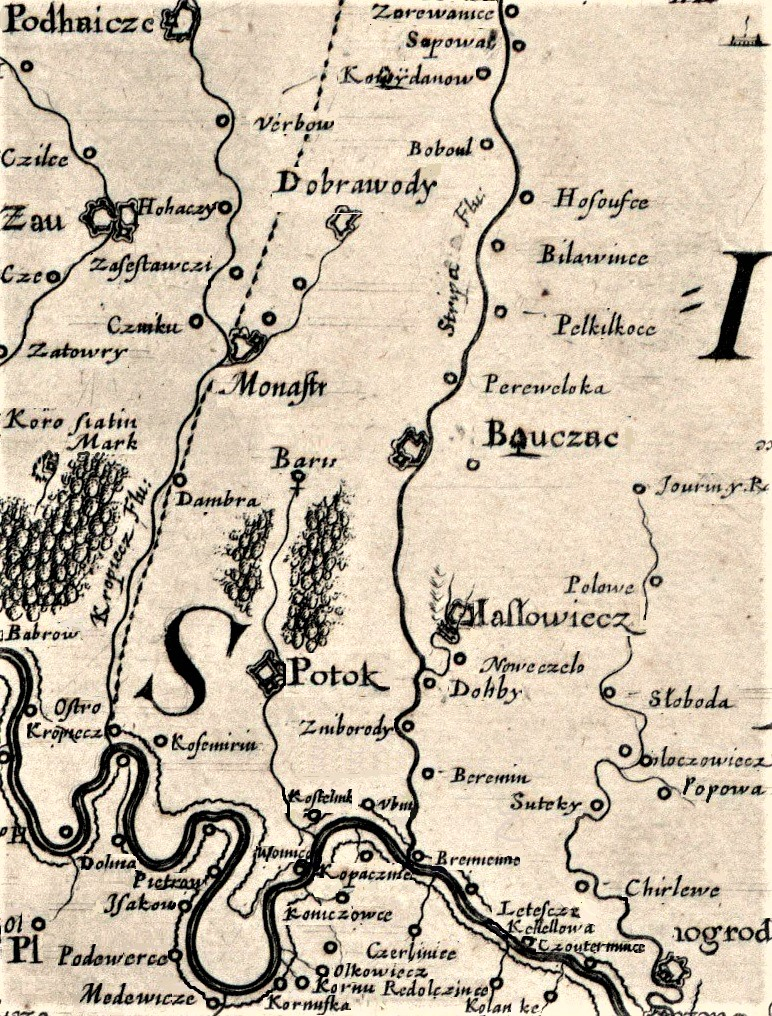
Слобідка на фрагменті спеціальної мапи України Боплана, 1650

Поблизу села виявлено археологічні пам'ятки культури кулястих амфор, черняхівської і давньоруської культури.
Перша писемна згадка — 1595. Колись це село мало назву Бинди поки не було спалене. А назву Слобідка взяла за часів Козачини, бо коли нападали татари люди ховалися в болота які були навколо річки Джурин і звідти відбивалися. 1636 Слобідка зазначена на карті військового інженера, картографа Г. Боплана.
Діяли «Просвіта», «Сільський господар», «Союз українок» та ін. т-ва, кооператива.
У травні 1944 частково спалене. 1945 у Слобідці — повстанський госпіталь УПА.
Постановою Тернопільського облвиконкому від 16 січня 1946 р. виселялися зі своїх садиб усі мешканці села.
12 червня 2020 року, відповідно до розпорядження Кабінету Міністрів України № 724-р «Про визначення адміністративних центрів та затвердження територій територіальних громад Тернопільської області» увійшло до складу Товстенської селищної громади.
19 липня 2020 року, в результаті адміністративно-територіальної реформи та ліквідації Заліщицького району, увійшло до складу новоутвореного Чортківського району.

## Пам'ятки

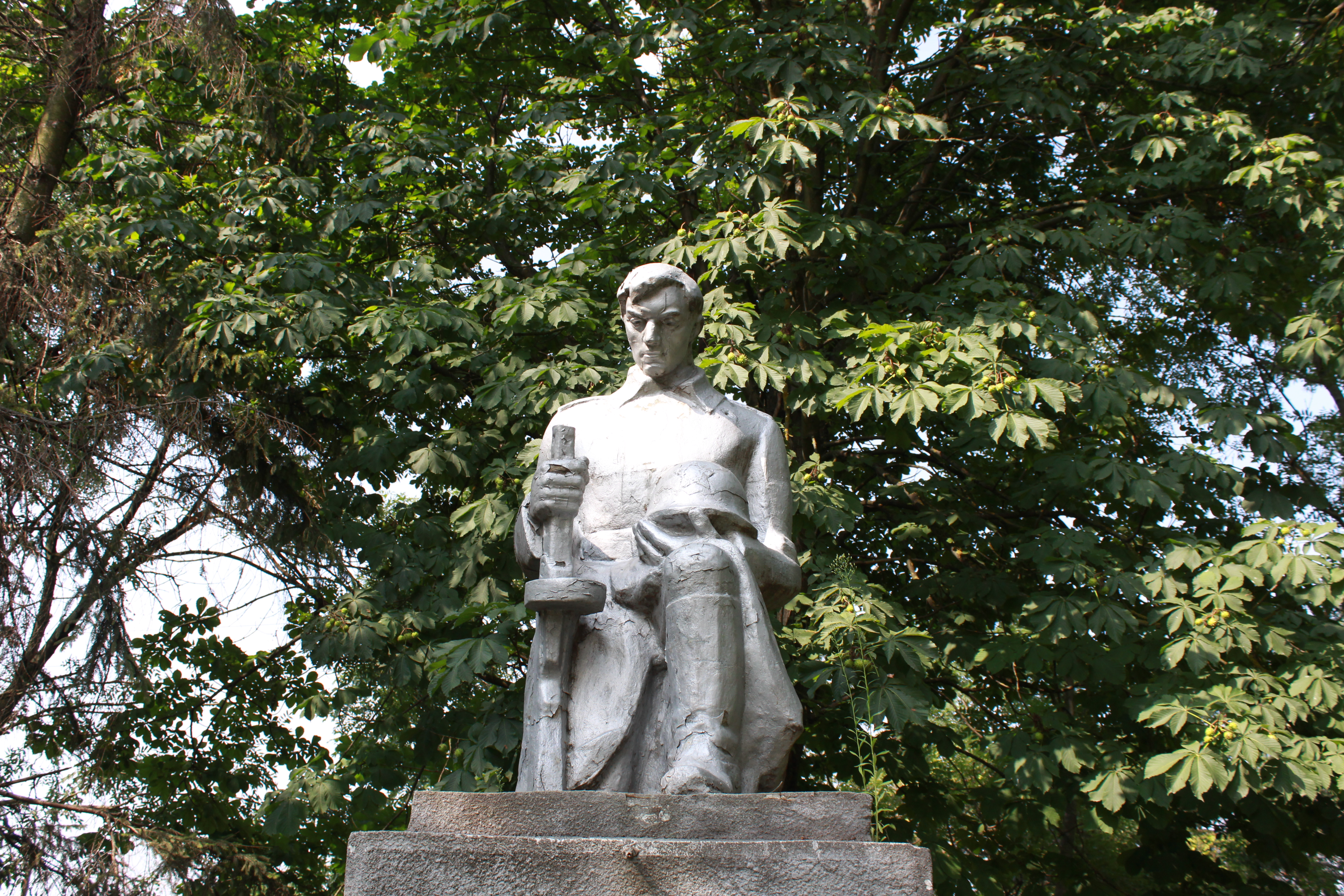
Пам'ятник воїнам-односельцям, полеглим у німецько-радянській війні

- дві церкви Святого Архістратига Михаїла (1882, кам'яна, реставрована 1992, ПЦУ; 1998, УГКЦ);
- капличка Матері Божої (поч. 19 ст.).

## Пам'ятники
Споруджено пам'ятник воїнам-односельцям, полеглим у німецько-радянській війні (1965), насипано символічну могилу Борцям за волю України (1993).

## Соціальна сфера
Працювали ЗОШ 1-2 ступ., клуб, бібліотека, ФАП, відділення зв'язку, цегельний завод, торговельний заклад.

## Відомі люди

### Народилися
- народний оповідач-гуморист Т. Гринишин,
- громадський діяч у Бразилії М. Чайковський.

### Працювали
- український диригент, композитор, педагог Василь Цалинюк (тут і помер),
- український археолог та історик Юрій Малєєв

### Проживають
- літераторка Оксана Кишканюк.

## Галерея

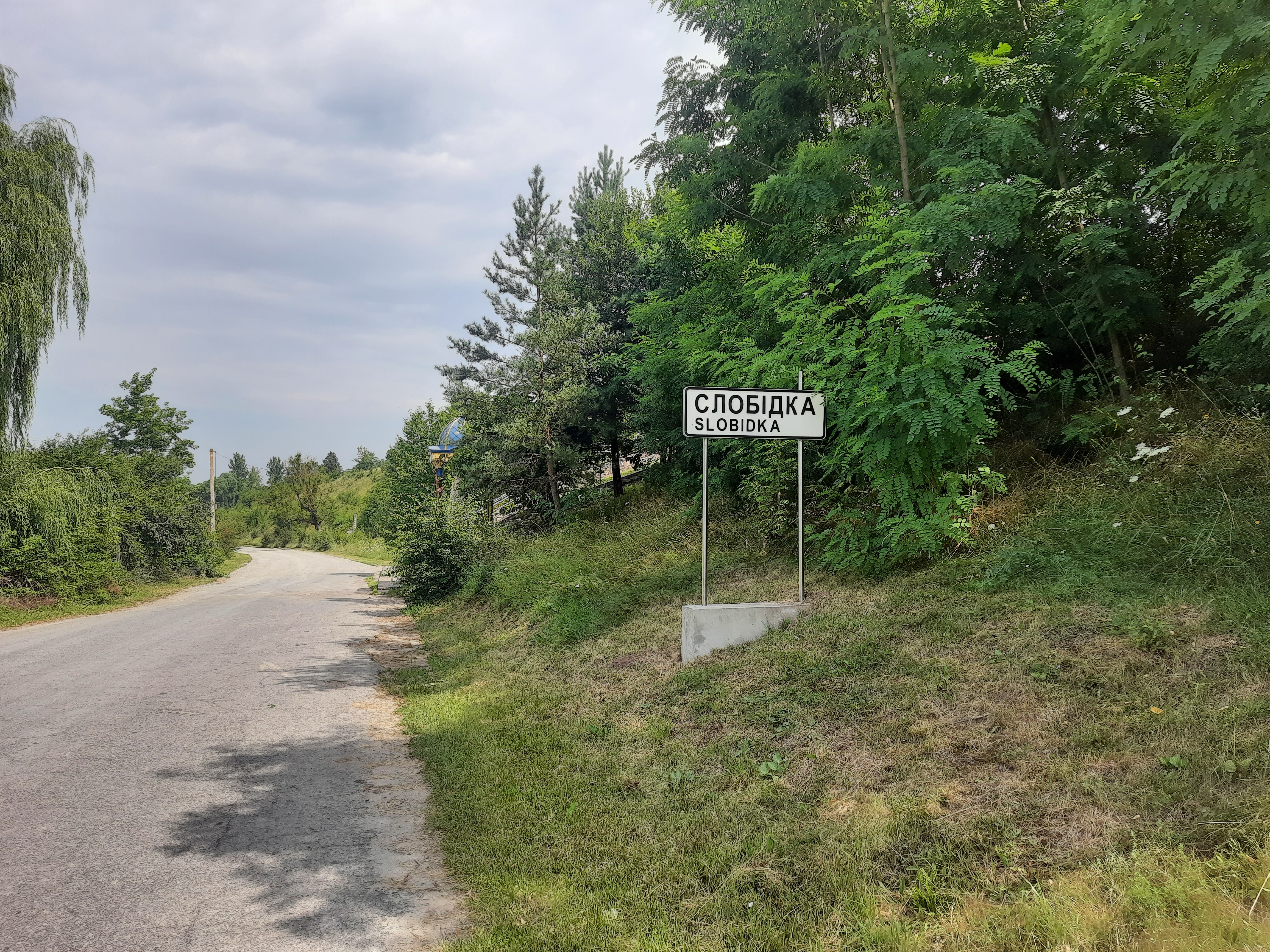
Дорожній знак при в'їзді в село
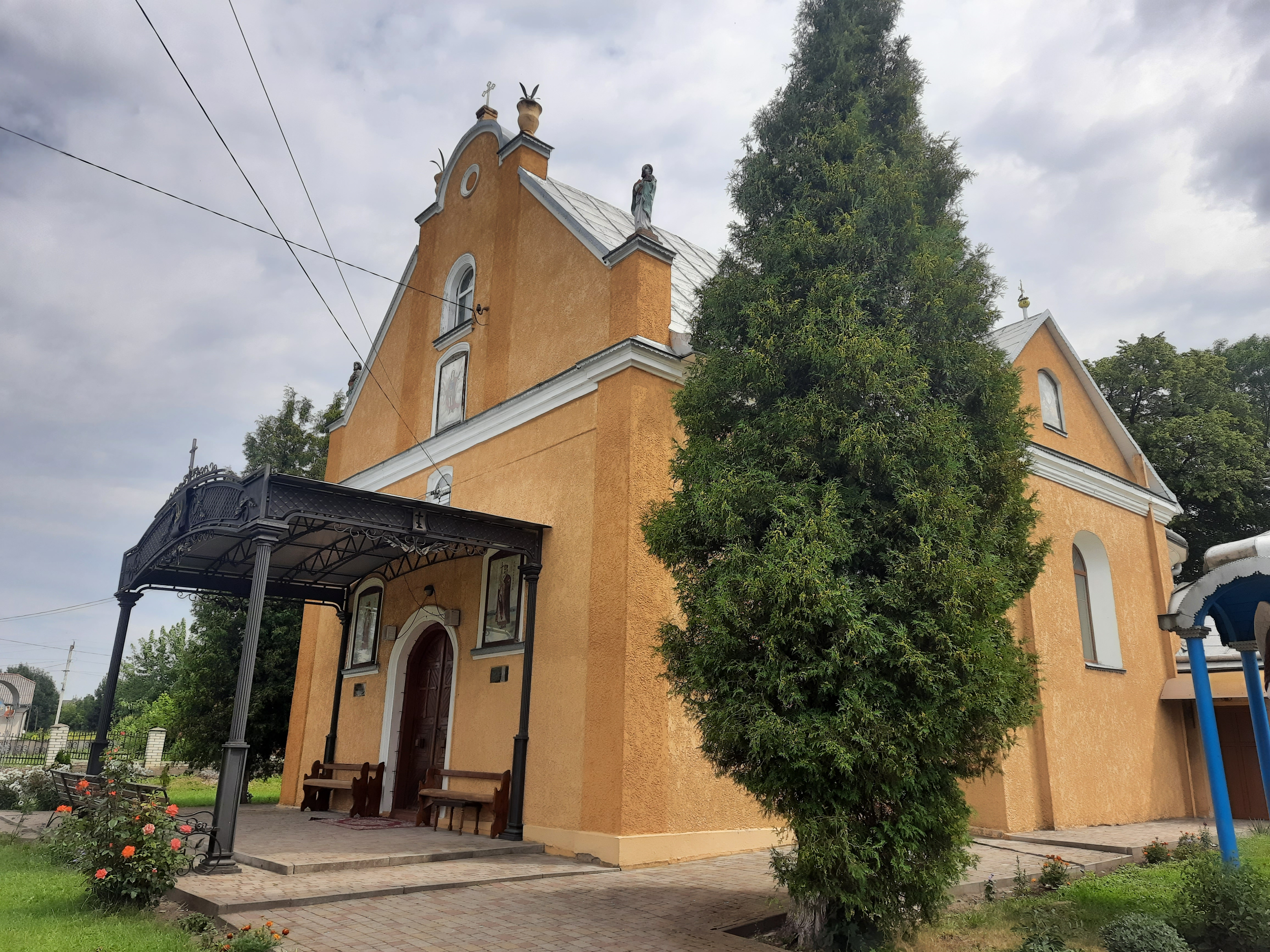
Церква Святого Архістратига Михаїла ПЦУ
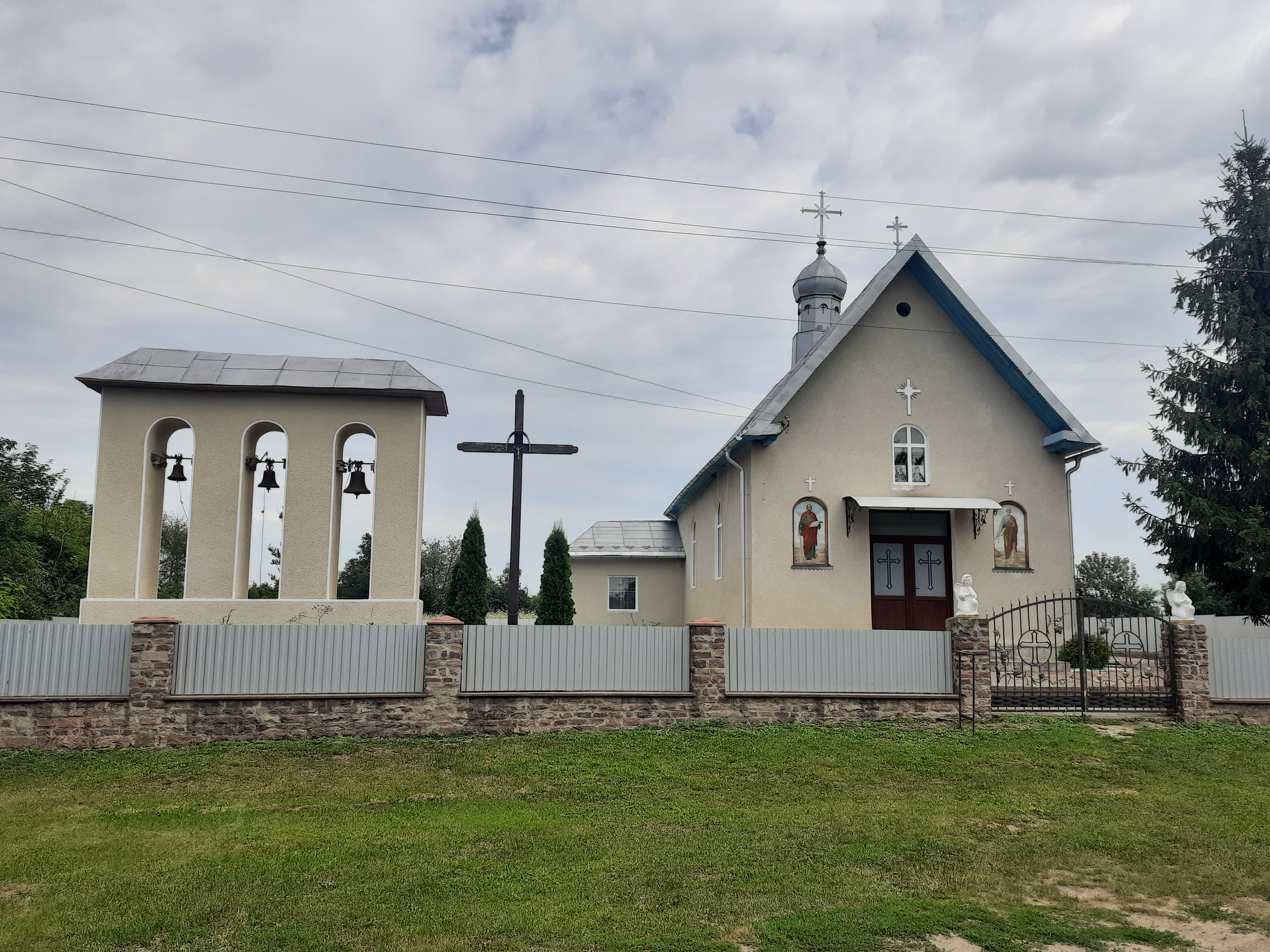
Церква Святого Архістратига Михаїла УГКЦ
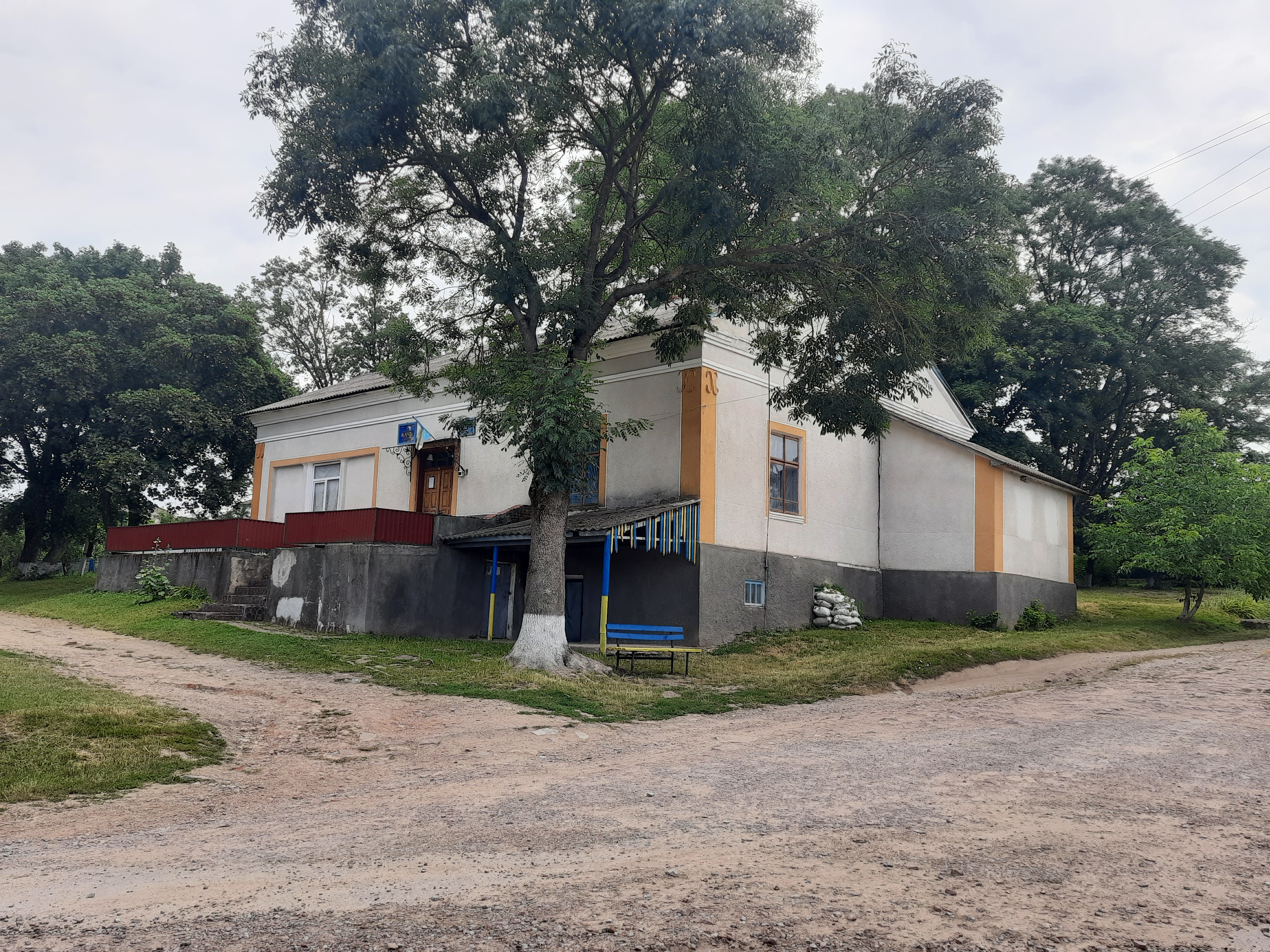
Клуб
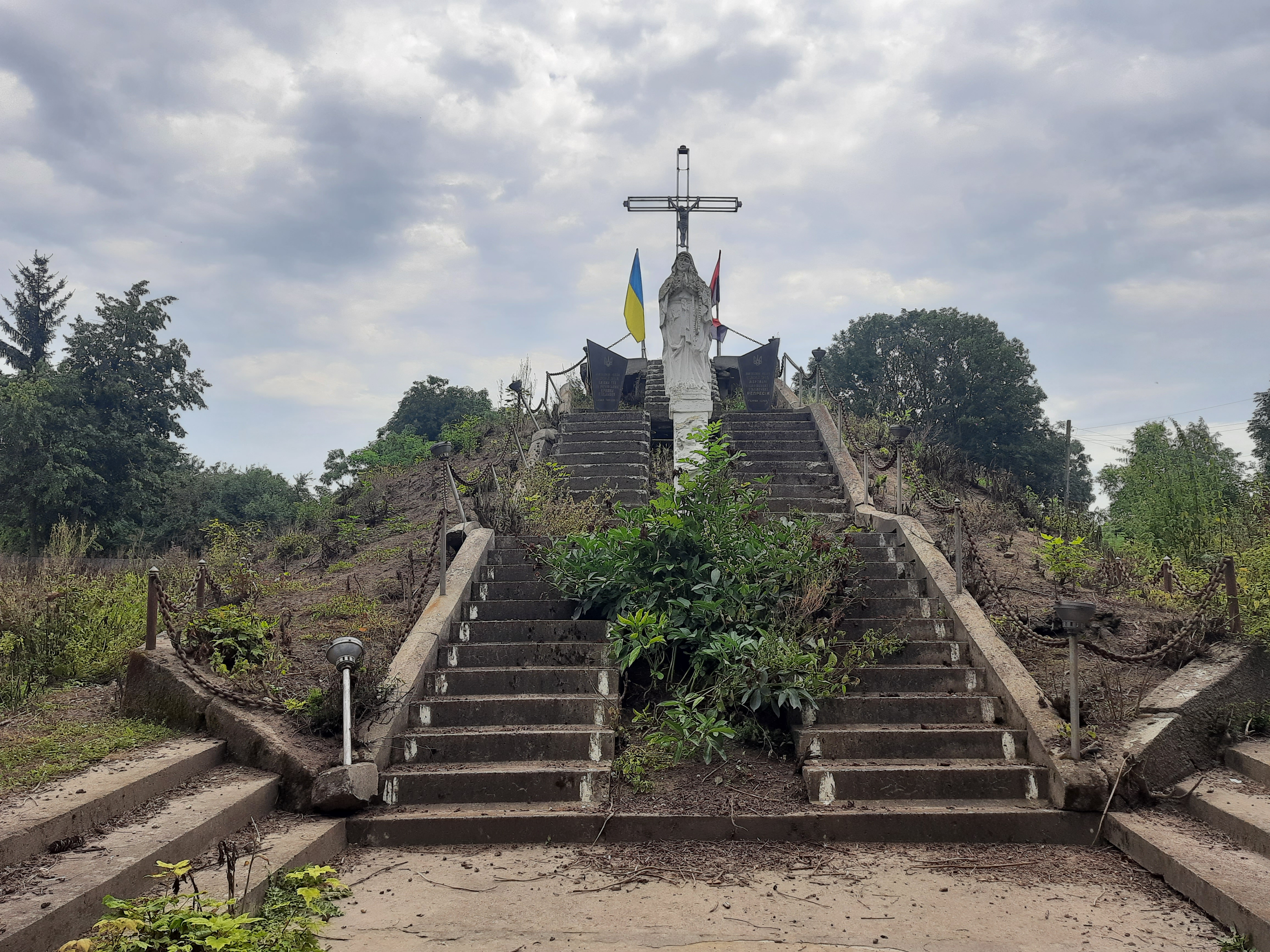
Символічна могила Борцям за волю України